# OzuTochi
Ozutochi es el quinto álbum de estudio del cantautor puertorriqueño Ozuna. Ha sido lanzado a través de Aura Music y Sony Music Latin este 7 de octubre de 2022. Fue promocionado en lanzamiento de los sencillos: «Somos iguales» con Tokischa y «La copa». El álbum tiene con las participaciones de varios artistas como Pedro Capó, el Cherry Scom, Omega, Tini, J Balvin, Feid, Danny Ocean, Nesi, Tokischa, Louchie Lou & Michie One, Chencho Corleone, Arcángel y Randy.

## Lista de canciones
| N.º | Título                                                      | Duración |  |
| 1.  | «Kotodama»                                                  | 3:09     |  |
| 2.  | «Mañana»                                                    | 3:12     |  |
| 3.  | «Favorita»                                                  | 3:29     |  |
| 4.  | «Mar chiquita» (con Pedro Capó)                             | 3:25     |  |
| 5.  | «Te pienso»                                                 | 2:27     |  |
| 6.  | «Días y meses»                                              | 3:13     |  |
| 7.  | «Un lío» (con Omega)                                        | 3:16     |  |
| 8.  | «Perreo y dembow» (con el Cherry Scom)                      | 2:42     |  |
| 9.  | «Hey Mor» (con Feid)                                        | 3:17     |  |
| 10. | «Vida»                                                      | 2:32     |  |
| 11. | «4:22» (con Danny Ocean)                                    | 3:14     |  |
| 12. | «Te marchaste»                                              | 4:01     |  |
| 13. | «Un reel» (con Tini)                                        | 3:24     |  |
| 14. | «La Suzi» (con Nesi)                                        | 2:37     |  |
| 15. | «Somos iguales» (con Tokischa y Louchie Lou & Michie One)   | 2:52     |  |
| 16. | «La copa»                                                   | 2:34     |  |
| 17. | «El cel» (con J Balvin, Chencho Corleone, Arcángel y Randy) | 4:49     |  |
| 18. | «Cielo rosado»                                              | 3:08     |  |